# Caesalpinia bonduc
Caesalpinia bonduc es un arbusto perteneciente a la familia Fabaceae. Es originaria del Caribe y América tropical desde Estados Unidos hasta Ecuador.

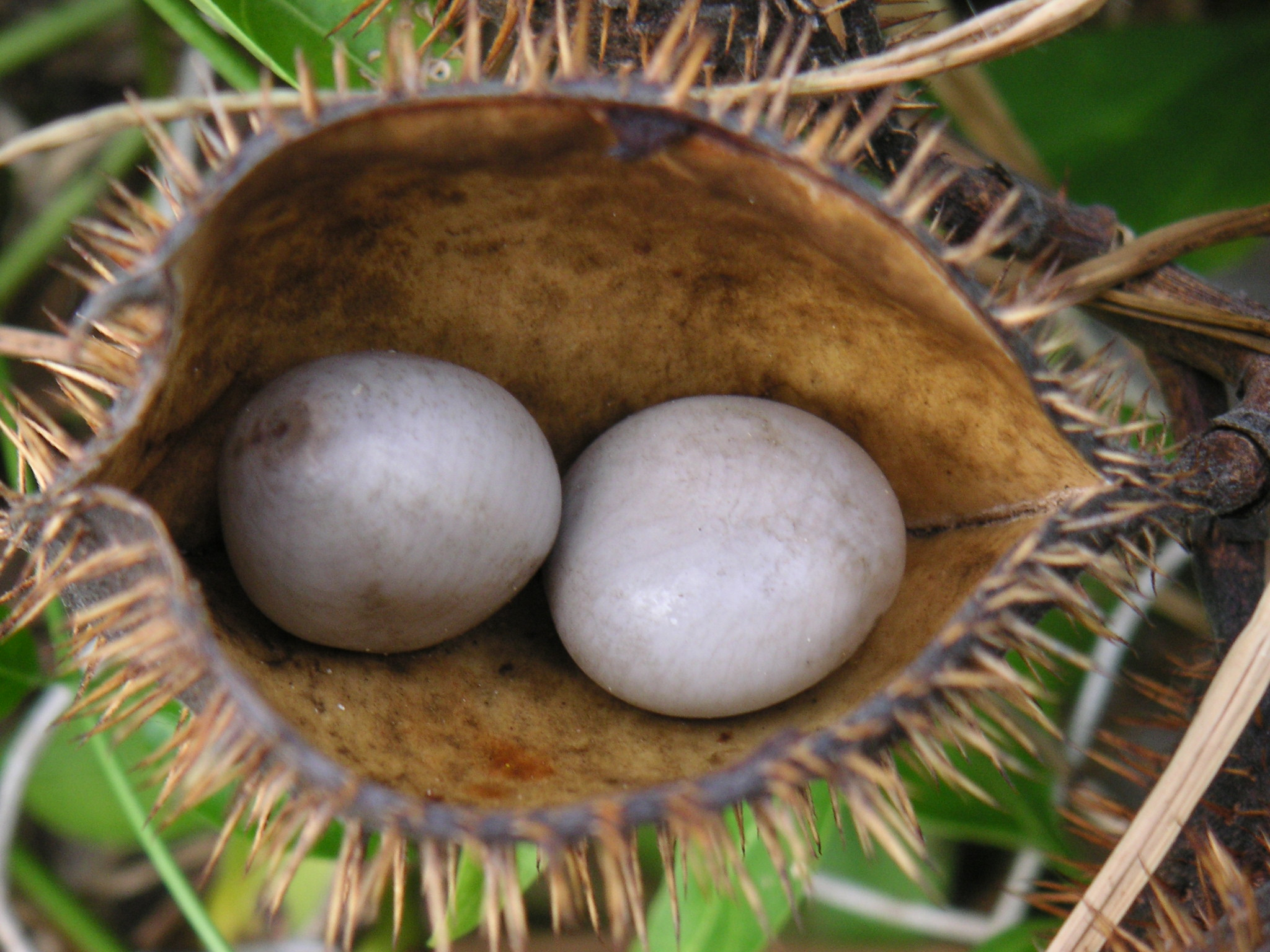
Semillas

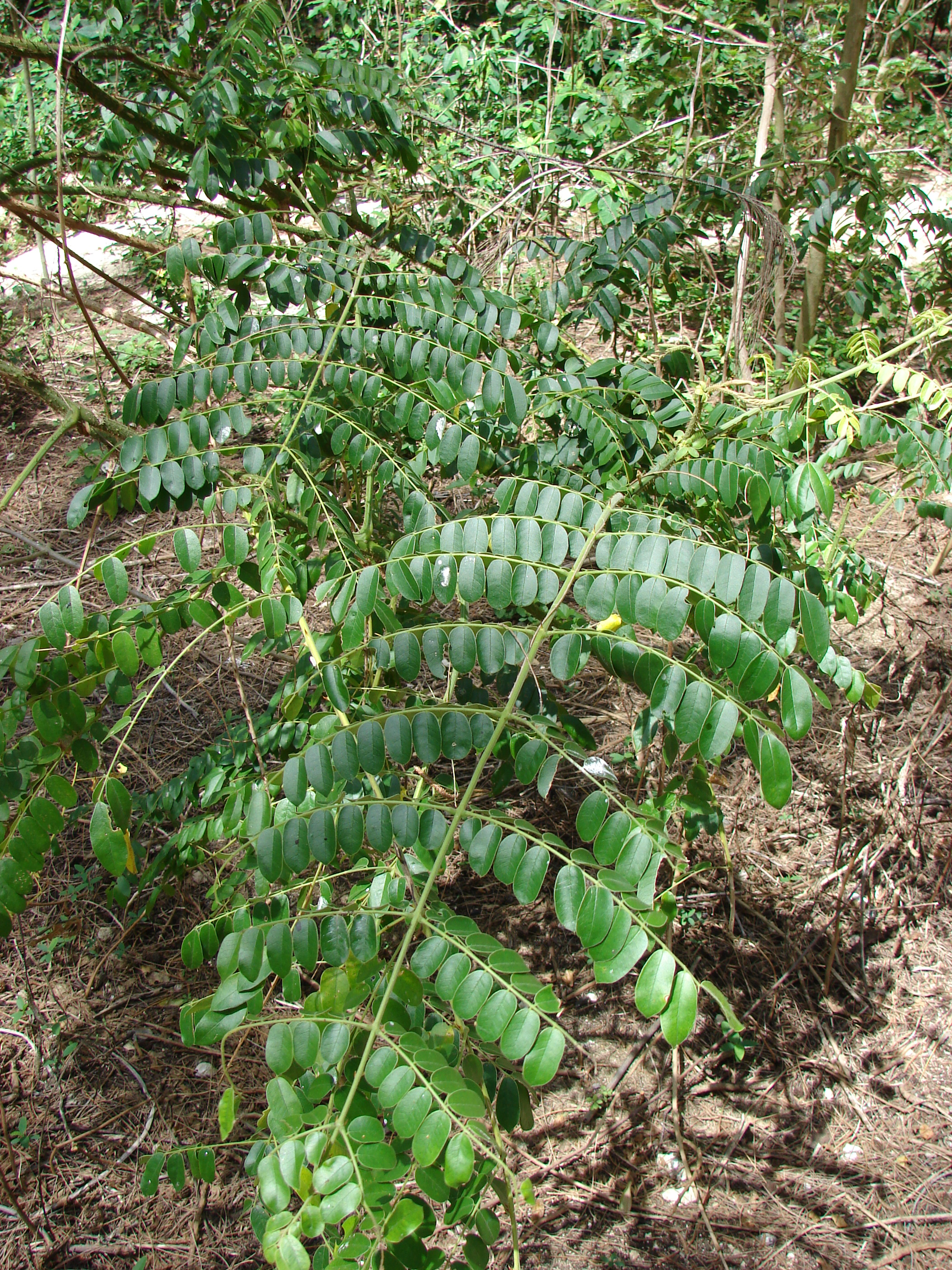
Detalle de las hojas

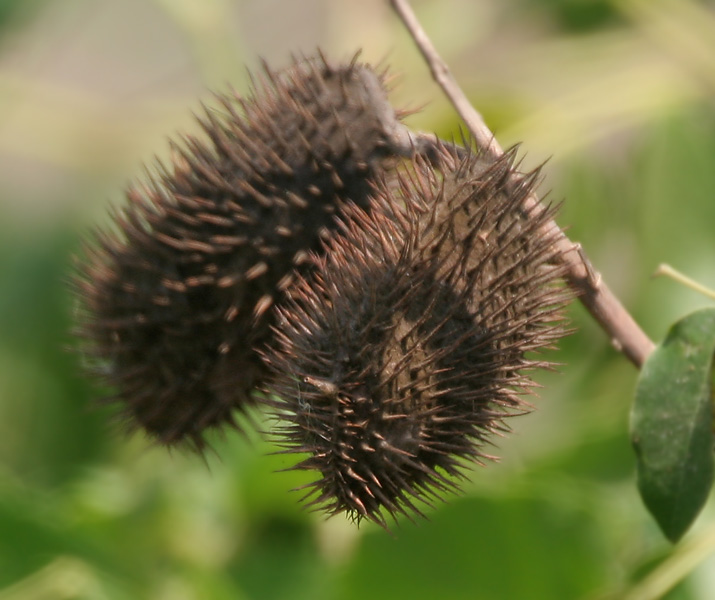
Frutos

## Descripción
Son trepadoras rastreras, frutescentes o herbáceas, alcanzando un tamaño de hasta 6 m de largo; con ramitas y hojas armadas con acúleos recurvados, las ramitas setosas. Hojas 30–80 cm de largo, pinnas 4–8 pares; folíolos 4–8 pares por pinna, oblongos, ovados o elípticos, 1.5–7 cm de largo y 2–3 cm de ancho, ápice obtuso a cortamente acuminado, frecuentemente mucronado, base redondeada o subcordada; estípulas grandes y foliáceas, persistentes. Inflorescencias en racimos de hasta 30 cm de largo, pedicelos 2–4 mm de largo; cáliz 5–9 mm de largo, tomentuloso; pétalos amarillo-verdosos, el superior 7–10 mm de largo y ca 3 mm de ancho; estambres 6–7 mm de largo; ovario densa y cortamente pubescente y aculeado. Fruto ovalado, comprimido, 5–10 cm de largo y 4–6 cm de ancho, densamente aculeado, café-amarillento a café, tardíamente dehiscente; semillas generalmente 2, obovoide-ovaladas, algo comprimidas, 15–20 mm de largo y ca 15 mm de ancho, grises, lustrosas.

## Hábitat
Esporádica en las playas de ambas costas; a una altitud de 0–10(–100) m; fl y fr sep–abr;  se dice que es nativa de los trópicos del Viejo Mundo, pero actualmente se encuentra distribuida en las costas de ambos hemisferios. Ha sido erróneamente identificada como C. crista L. (Guilandina crista (L.) Small). Las semillas se usan en la medicina tradicional como un substituto de la quinina, como un remedio para la hidropesía, picadura de culebra y enfermedades venéreas, también se usan como talismanes o amuletos y los niños las usan como canicas.

## Propiedades
Indicaciones: se usa como tónico amargo, febrífugo, diurético, antiespasmódico, vermífugo.
Usos: Las semillas se usan para jugar al juego de Mancala en el Caribe. La semilla tiene la apariencia del mármol y es utilizada para otros usos, como las joyas.  Las semillas se encuentran a menudo en la playa, y son conocidas como perlas de mar o eaglestones.

## Taxonomía
Caesalpinia bonduc fue descrito por (Linneo) Roxb.   y publicado en Flora indica; or, descriptions of Indian Plants 2: 362. 1832.
Etimología
Caesalpinia: nombre genérico que fue otorgado en honor del botánico italiano Andrea Cesalpino (1519-1603).
bonduc: epíteto
Sinónimos
- Bonduc minus Medik.
- Caesalpinia bonducella (L.) Fleming
- Caesalpinia crista sensu auct.
- Caesalpinia crista Thunb.
- Caesalpinia crista L.
- Caesalpinia cristata Prowazek
- Caesalpinia grisebachiana Kuntze
- Caesalpinia sepiaria sensu auct.
- Caesalpinia sogerensis Baker f.
- Guilandina bonduc L
- Guilandina bonducella L.
- Guilandina crista (L.) Small
- Guilandina gemina Lour.
- Guillandina bonduc L.
- Guillandina bonducella (L.) Fleming[1][8]

## Nombres comunes
- Castellano:Bonduc, Garrapata de playa (Venezuela)
- bonduque de la India, buen duque de la India, calambibit de Filipinas, guacalotes amarillos y prietos de Cuba.[9]